# Jules-Henri Vernoy de Saint-Georges
Jules-Henri Vernoy, marqués de Saint-Georges (París, 7 de noviembre de 1799 - 23 de diciembre de 1875) fue un dramaturgo francés, conocido por haber escrito varias obras de teatro, libretos para ópera y ballets, y director a partir de 1829 de la Opera Comique.
Escribió más de cincuenta obras, en colaboración de Eugène Scribe, Adolphe de Leuven, y Joseph Mazillier. Entre sus novelas se suele destacar Un mariage de prince. Entre sus obras se pueden citar: Saint-Louis ou les deux dîners (1823), un vaudeville escrito con Alexandre Tardif; Le Val d'Andorre (1848) una ópera con música de Halévy; La fille du régiment (1840), con música de Donizetti y La jolie fille de Perth, de Bizet.
- Datos: Q967704
- Multimedia: Jules-Henri Vernoy de Saint-Georges / Q967704